# Alypia bimaculata
Alypia bimaculata là một loài bướm đêm trong họ Noctuidae.